# 前略、道の上より
「前略、道の上より」（ぜんりゃく、みちのうえより）は、一世風靡セピアの1枚目のシングル。1984年6月25日にBOURBON RECORDSから発売された。

## 背景
メンバーはデビュー前、40～50人という大人数で活動しており、グループ名を ″劇男一世風靡″ とし、毎週日曜日に原宿の歩行者天国や渋谷公園通りの路上で、ズートスーツと呼ばれるダブダブのスーツを着て、ズボンにはサスペンダー、足には先の尖ったヨーロピアンシューズという特徴的なスタイルで音楽に合わせて踊り、歌い、あるいは飛び跳ね、バック宙なども交えてパフォーマンスを披露していた。そこには多い時で1000人もの若者たちが集い、彼らの姿に釘付けになっていたという。その後、メンバーの中から音楽志向の強い7人が集まり、グループ名を ″一世風靡セピア″ と改め、本作にてメジャーデビューを果たす。キャッチコピーは「デビュー前からスーパースター」。曲はSUZUKI スクーター ″Love THREE″ CMソングや、キリンビール ″麒麟焼酎 淡麗ストレート″ CMソングとして使用された。
曲には太鼓の音や笛の響きが効果的に使われ、祭りの賑やかさそのものといった雰囲気を醸し出している。歌の中で「ソイヤ」と聴こえる掛け声は歌詞カードでは「素意や」と表記されており、これには ″かねてからの願い″、″本心″ などの意味が込められている。
作曲および編曲を手掛けた ″GO TO″ とは後藤次利の変名である。後藤の指名はメンバーの希望によるもので、理由は後藤が編曲を担当した沢田研二の「TOKIO」を聴いてカッコ良かったからというシンプルなものである。

## カバー
2013年には作曲者の後藤次利がセルフカバーしている（アルバム「Significant Other」に収録）。
「前略、道の上より」は、初版のリリースからおよそ39年の年月を経て、スターダストプロモーションに所属するEBiDAN（恵比寿学園男子部）によってカバーされ、2023年4月5日に配信がスタートした。アレンジはゲスの極み乙女。の川谷絵音によるもので、原曲よりもソフトな仕上がりとなっている。ちなみにこの楽曲の選曲には、2010年に路上パフォーマンスから始まったEBiDANの原点を振り返り、地に足をつけてここから頂点を目指したいという願いが込められている。
これを記念し、EBiDANのメンバーと一世風靡セピアのリーダーである小木茂光のほか、柳葉敏郎、春海四方らとの対談も実現された。対談の様子はYouTubeのスターダストチャンネルにて公開された。

## 収録曲
| 全作詞: セピア、全作曲・編曲: GO TO。 |                      |        |            |      |
| #                                     | タイトル             | 作詞   | 作曲・編曲 | 時間 |
| A.                                    | 「前略、道の上より」 | セピア | GO TO      | 4:24 |
| B.                                    | 「セピア カラー」    | セピア | GO TO      | 5:06 |
| 合計時間:                             | 合計時間:            | 9:30   |            |      |

## 参考資料
- ザテレビジョン『別冊ザテレビジョン ザ・ベストテン～蘇る!80's ポップスHITヒストリー～』角川インタラクティブ・メディア、2004年12月。ISBN 4-04-894453-3。
- スージー鈴木『1984年の歌謡曲』第1巻、イースト新書、2017年2月15日、125 - 127頁、ISBN 978-4-7816-5080-7。